# Herbert Norkus
Herbert Norkus (n. 26 iulie 1916, Berlin, Imperiul German – d. 24 ianuarie 1932, Berlin, Republica de la Weimar) a fost un membru al Tineretului Hitlerist care a fost ucis de către comuniștii germani. El a devenit un model și martir pentru Tineretul Hitlerist și a fost folosit pe scară largă în propagandă nazistă, fiind subiectul romanului și filmului Der Hitlerjunge Quex.

## Contextul general
Norkus s-a născut într-o familie din clasa muncitoare în cartierul Tiergarten din Berlin și s-a alăturat Tineretului Hitlerist Naval în 1931. Se pare că îi plăcea să cânte la pian și să deseneze. Tatăl său fusese rănit în Primul Război Mondial și se presupune că avea simpatii comuniste. Biografiile oficiale naziste ale lui Norkus susțineau că tatăl său s-a opus inițial activităților naziste ale fiului său, dar în cele din urmă s-a convertit și a devenit și el nazist.
Confruntările dintre Tineretul hitlerist și mișcarea de tineret comunistă Frontul Roșu⁠(d) (Rote Jungfront) au devenit din ce în ce mai frecvente pe măsură ce NSDAP și Partidul Comunist German se luptau pentru putere în ultimele zile ale Republica de la Weimar.
Camarazii săi l-au poreclit „Quex” pentru că „îndeplinea ordinele mai repede decât argintul viu” (germană Quecksilber).

## Moartea

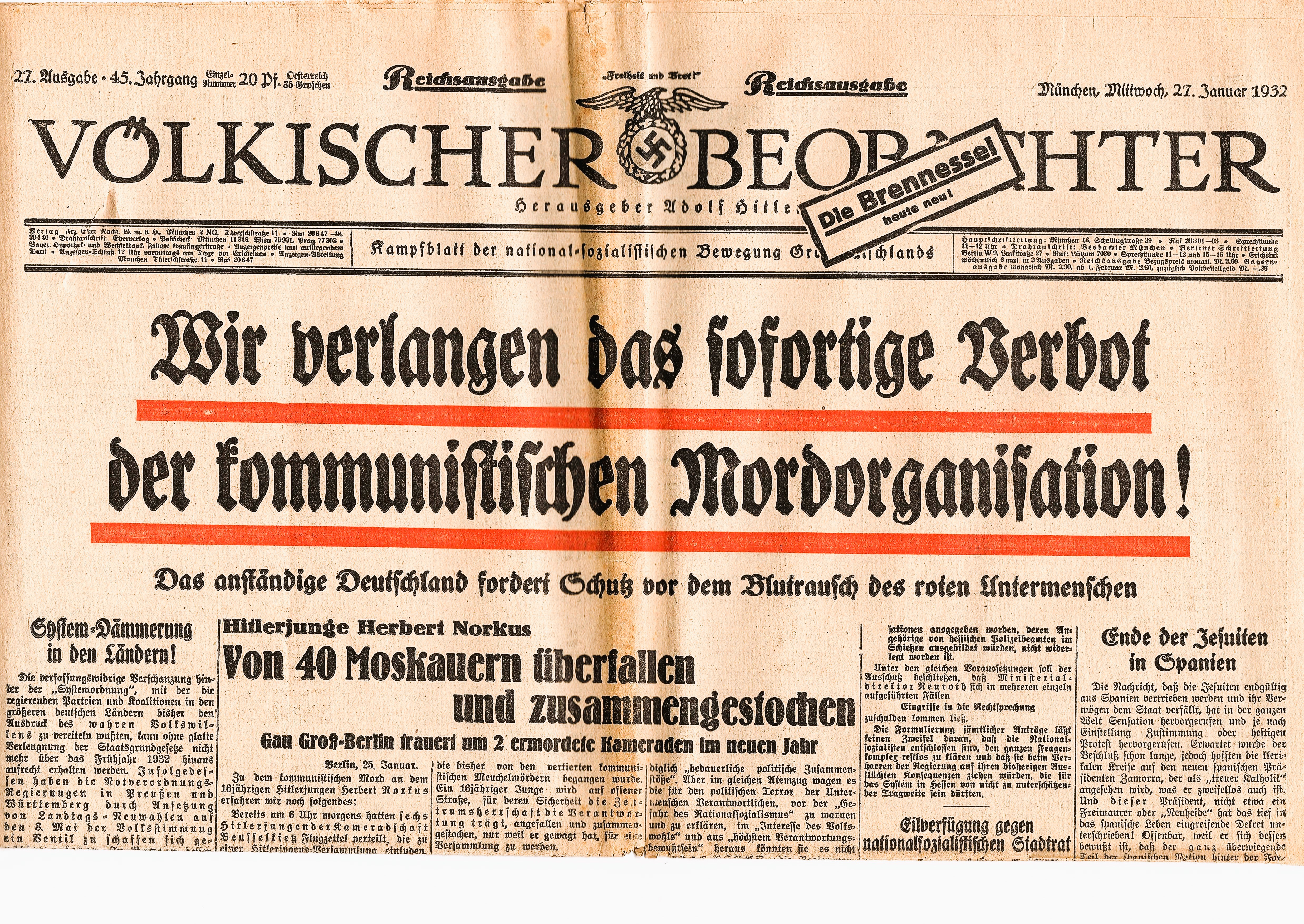
Ziarul partidului NSDAP, Völkischer Beobachter, a scris la trei zile după crimă: Cerem interzicerea imediată a organizației criminale comuniste! Germania decentă cere protecție împotriva freneziei sângeroase a suboamenilor roșii

La 24 ianuarie 1932, Herbert Norkus, în vârstă de 15 ani, și alți membri ai Tineretului Hitlerist distribuiau pliante care anunțau un viitor miting nazist. Grupul a întâlnit activiști comuniști. Norkus s-a luptat cu aceștia și a fugit la o casă din apropiere pentru a cere ajutor. Un bărbat a răspuns inițial dar i-a trântit ușa în nas. Norkus a fost apoi înjunghiat de șase ori de către comuniștii care îl urmăreau. A bătut la o altă ușă, la care a răspuns o femeie care a încercat să îl ducă la spital. Norkus a murit însă la sosirea la spital.

## Der Hitlerjunge Quex
Scriitorul Karl Aloys Schenzinger l-a transformat pe Norkus într-un model pentru Tineretul Hitlerist într-un roman nazist popular, intitulat Der Hitlerjunge Quex (1932). Romanul era lectură obligatorie pentru toți membrii Tineretului Hitlerist. În 1933, romanul a fost ecranizat. 

## Cinstirea memoriei lui Norkus
O stradă din Passau a primit numele lui Norkus..
O navă-școală germană a fost numită Herbert Norkus, dar construcția ei nu a fost finalizată datorită războiului. Mai multe școli, străzi și piețe publice au primit numele lui Herbert Norkus. 